# Electro-industrial
Electro-industrial je hudební žánr, který se vyvinul ze žánrů electronic body music (EBM) a industriální hudby v polovině 80. let. Zatímco EBM má minimalistickou strukturu a čistou produkci, electro-industrál má hluboký, komplexní a vícevrstvý zvuk. Tento žánr je propagován umělci jako Skinny Puppy, Front Line Assembly a jinými, zejména z Kanady a zemí Beneluxu. V polovině 90. let se z electro-industrialu odčlenily dark electro a aggrotech. Fanouškovská základna je svázána s tzv. "rivethead" subkulturou (ačkoli ne každý, kdo poslouchá industrial je rivethead).

## Deriváty

### Dark electro
Dark electro je podobný styl, který se vyvinul v polovině 90. let ve střední Evropě. Styl hrají skupiny jako jsou yelworC a Placebo Effect a byl poprvé použit v prosinci 1992 když skupina yelworC vydala své debutové album Brainstorming. Styl byl inspirován electro-industriálem a skupinami The Klinik a Skinny Puppy. Skladby obsahovaly zvukové palety z hororů, vrčení nebo zkreslené vokály. YelworC byla hudební skupina z Mnichova vytvořená v roce 1988 a položila základy dark electro hnutí v raných 90. letech a byla první skupinou německého vydavatelství Celtic Circle Productions. V následujících letech bylo dark electro odsunuto techno styly jako aggrotech a futurepop. Jiné skupiny v praxi hrající těmto styl byly Trial, Evil's Toy, GGFH (Disease), Abortive Gasp, Ice Ages & amp; The Electric Hellfire Club.

### Aggrotech
Aggrotech (také známý jako hellektro nebo Terror EBM) je vývoj electro-industrialu a dark electra se silným vlivem hardcore techna, který se poprvé objevil v polovině 90. let. Zvuk je typický drsnými strukturami písní, agresivními beaty a militantním, pesimistickým nebo explicitním charakterem. Typické jsou zkreslené vokály a chraplavý, drsný nebo syntetický zvuk. Mezi aggrotech umělce patří Aghast View, Aesthetic Perfection, Unter Null, Alien Vampires, Amduscia, Agonoize, Psyclon Nine, Combichrist, Hocico, Virtual Embrace, Tactical Sekt, Funker Vogt, God Module, Grendel, Aslan Faction, Tamtrum, Asphyxia, Feindflug, Cenobita, Dawn of Ashes, Detroit Diesel, Suicide Commando, X-Fusion, Wumpscut a Cruciform Injection. NoiTekk a Out of Line jsou dvě německé aggrotech vydavatelství. Alfa Matrix je belgické aggrotech / dark electro /synthpop vydavatelství.